# Marc-Angelo Soumah
Marc-Angelo Soumah (Mulhouse, 8 agosto 1974) è un ex giocatore di football americano francese, che ha giocato come wide receiver.
Dopo aver giocato per i Météores de Fontenay-sous-Bois si è trasferito nel 1997 ai Flash de La Courneuve, squadra nella quale ha militato fino al 2010 intervallando la militanza con periodi ai Frankfurt Galaxy, nel roster di preseason dei Cleveland Browns e agli Hamburg Blue Devils.

## Palmarès
- 1 World Bowl (2003)
- 1 Fed Cup (Flash de La Courneuve, 1997)
- 8 Casque de Diamant (Flash de La Courneuve, 1997, 2000, 2003, 2005, 2006, 2007, 2008, 2009)
- 2 Casque d'Argent/d'Or[1] (Météores de Fontenay-sous-Bois, 1993, 1996)